# Giovanni Mazzuoli (poeta)
Giovanni Mazzuoli, detto anche lo Stradino, Padre Stradino, Balestraccio, Colombella, Consagrata, Crocchia, Cronaca scorretta, Pagamorta e Pandragone (Firenze, 1480 – 1549), è stato un letterato italiano.

## Biografia
Nato a Firenze intorno al 1480, fu detto lo Stradino, da Strada in Chianti, paese d'origine della sua famiglia. Ebbe vita avventurosa: prima viaggiò per commercio, poi fu a servizio dei Salviati, più tardi si arruolò soldato con Giovanni delle Bande Nere. Era a Firenze durante l'assedio della città, sospetto al governo come creatura medicea. Rimase a Firenze anche dopo l'ascesa al potere di Cosimo de' Medici, e strinse amicizia con numerosi uomini di cultura, primo fra tutti il Lasca. Il 1º novembre 1540 fondò con Antonfrancesco Grazzini detto il Lasca, Niccolò Martelli e una decina di altri letterati l'Accademia degli Umidi, che da semplice brigata di scapigliati divenne presto con titolo ufficiale l'Accademia Fiorentina ed ebbe fra i suoi membri alcuni dei più importanti intellettuali del Rinascimento. Morì a Firenze il 5 giugno 1549.
Nella sua biblioteca privata (che gli amici chiamavano "l'armadiaccio") aveva raccolto libri di ogni genere, soprattutto romanzi cavallereschi; aveva anche cronache e storie, fra cui una copia della Cronica di Dino Compagni, allora quasi sconosciuta. Morendo lasciò i suoi libri da distribuirsi agli amici, ma non sappiamo come; certo è che alcuni erano codici importanti per i primi secoli della letteratura italiana, e figurano tra quelli citati dalla Crusca o si ritrovano nelle biblioteche fiorentine.